# 何塞·米格尔·库韦罗
何塞·米格尔·库韦罗（西班牙語：José Miguel Cubero，1987年2月14日—），哥斯达黎加男子足球运动员，司职中场。他曾代表哥斯达黎加国家队参加2014年国际足联世界杯，结果队伍止步八强赛。